# Adanaspor
Pour les articles homonymes, voir Adana (homonymie).
Maillots
Adanaspor est un club turc de football basé à Adana (province d'Adana). Le club évolue en 1.Lig (D2) pour la saison 2024-2025.
Créé en 1954, le principal fait d'armes du club d'Adana demeure un titre de vice-champion de Turquie acquis en 1981.

## Historique
- 1954 : fondation du club

## Palmarès et statistiques

### Palmarès
| Compétitions nationales | Compétitions internationales |
| - Championnat de Turquie de D1 : - Vice-champion : 1981 - Championnat de Turquie de D2 : - Champion : 1971, 1988, 2016 - Championnat de Turquie de D3 : - Vice-champion : 2008 - Championnat de Turquie de D4 : - Champion : 2007 | - Néant                      |

### Records individuels
|   | Nom             | Matchs | Dates     |
| - | --------------- | ------ | --------- |
| 1 | Şevket Kesler   | 225    | 1974-1984 |
| 2 | Timuçin Çuğ     | 220    | 1974-1983 |
| 3 | Necip Erdoğan   | 216    | 1971-1979 |
| 4 | Vedat Bayraktar | 171    | 1971-1980 |
| 5 | Ahmet Kahraman  | 167    | 1977-1984 |

|   | Nom              | Buts | Dates                |
| - | ---------------- | ---- | -------------------- |
| 1 | Cenk İşler       | 34   | 1998-2001            |
| 2 | Özer Umdu        | 32   | 1978-1981, 1981-1985 |
| 3 | Ali Asım Balkaya | 29   | 1998-2004            |
| 4 | Ali İsa Ertürk   | 28   |                      |
| 5 | Reşit Kaynak     | 26   | 1968-1975, 1984-1986 |

## Joueurs et personnalités du club

### Entraîneurs
Le tableau suivant présente la liste des entraîneurs du club depuis 1970.
| Rang | Nom               | Période   |
| ---- | ----------------- | --------- |
| 1    | Bülent Eken       | 1970-1971 |
| 2    | Nazım Koka        | 1971-1972 |
| 3    | Gündüz Tekin Onay | 1972-1974 |
| 4    | Orhan Yüksel      | 1974-1975 |
| 5    | Tamer Güney       | 1975-1976 |
| 6    | Abdullah Gegiç    | 1976      |
| 7    | Selami Tekkazancı | 1976-1977 |
| 8    | İlhan Uralgil     | 1977      |
| 9    | Orhan Yüksel      | 1977      |
| 10   | Mustafa Bekbaş    | 1977      |
| 11   | Đorđe Milić       | 1977-1978 |
| 12   | Tamer Güney       | 1978-1979 |
| 13   | Cevdet Soyluoğlu  | 1979-1980 |
| 14   | Gündüz Tekin Onay | 1980-1981 |
| 15   | Tamer Güney       | 1981-1982 |
| 16   | Nazım Koka        | 1982      |
| 17   | Sevket Lukovic    | 1982-1983 |
| 18   | Candan Dumanlı    | 1983-1984 |
| 19   | Halil Güngördü    | 1984      |
| 20   | ?                 | 1984-1988 |

| Rang | Nom                 | Période   |
| ---- | ------------------- | --------- |
| 21   | Ali Hoşfikirer      | 1987-1988 |
| 22   | Müjdat Yalman       | 1988      |
| 23   | Gündüz Tekin Onay   | 1988-1989 |
| 24   | Đorđe Milić         | 1989-1990 |
| 25   | Necip Erdoğan       | 1990      |
| 26   | Gündüz Tekin Onay   | 1990-1991 |
| 27   | Yılmaz Vural        | 1991      |
| 28   | Yücel İldiz         | 1991-1993 |
| 29   | Ender Konca         | 1993      |
| 30   | Aydın Tohumcu       | 1993-1994 |
| 31   | Gündüz Tekin Onay   | 1994-1996 |
| 32   | Ali Osman Renklibay | 1996-1997 |
| 33   | Ümit Kayıhan        | 1997      |
| 34   | Ercan Albay         | 1997-1998 |
| 35   | Fuad Muzurović      | 1998      |
| 36   | Gheorghe Mulțescu   | 1998-1999 |
| 37   | Nenad Bijedić       | 1999      |
| 38   | Ziya Doğan          | 1999      |
| 39   | Hikmet Karaman      | 1999-2001 |
| 40   | Joachim Löw         | 2000-2001 |

| Rang | Nom                  | Période   |
| ---- | -------------------- | --------- |
| 41   | Kemal Yıldırım       | 2001      |
| 42   | Rıdvan Dilmen        | 2001-2002 |
| 43   | Bahri Kaya           | 2002-2003 |
| 44   | Yılmaz Vural         | 2003-2004 |
| 45   | Şevket Kesler        | 2005      |
| 46   | Ahmet Ziya Yüce      | 2005-2006 |
| 47   | Zafer Göncüler       | 2006-2007 |
| 48   | İbrahim Okutan       | 2007      |
| 49   | Cihat Erbil          | 2007      |
| 50   | Mustafa Kemal Kılıç  | 2007-2008 |
| 51   | Hüseyin Kalpar       | 2008      |
| 52   | Hüsnü Özkara         | 2008      |
| 53   | Eyüp Arın            | 2008      |
| 54   | Mustafa Çapanoğlu    | 2008      |
| 55   | Metin Yıldız         | 2008-2009 |
| 56   | Ekrem Al             | 2009      |
| 57   | Mustafa Kemal Kılıç  | 2009-2010 |
| 58   | Cemal Gürsel Menteşe | 2010      |
| 59   | Osman Özdemir        | 2010-2011 |
| 60   | Eyüp Arın            | 2011      |

| Rang | Nom               | Période   |
| ---- | ----------------- | --------- |
| 61   | Levent Eriş       | 2011-2013 |
| 62   | Ekrem Al          | 2013      |
| 63   | Ercan Albay       | 2013      |
| 64   | Levent Eriş       | 2013-2014 |
| 65   | Güvenç Kurtar     | 2015      |
| 66   | Eyüp Arın         | 2015      |
| 67   | Engin İpekoğlu    | 2015-2016 |
| 68   | Krunoslav Jurčić  | 2016      |
| 69   | Levent Şahin      | 2016-2017 |
| 70   | Eyüp Arın         | 2017      |
| 71   | Kemal Kılıç       | 2017      |
| 72   | Osman Özköylü     | 2017-2018 |
| 73   | Eyüp Arın         | 2018      |
| 74   | Cihat Arslan      | 2018      |
| 75   | Coşkun Demirbakan | 2018-2019 |
| 76   | Eyüp Arın         | 2019      |
| 77   | Levent Şahin      | 2019-     |

### Joueurs emblématiques
- Volkan Arslan (2000-2002)
- Necati Ateş (2001-2004)
- Ersan Gülüm (2008-2011)
- Volkan Kilimci (1993-1995)
- Özer Umdu (1978-1980)
- Rosen Kirilov  (1999-2001)
- Zlatomir Zagorčić
- Milan Timko (2002-2003)
- Thomas Berthold (2000 à 2001)
- Magaye Gueye (depuis 2015)
- Nduka Ozokwo (2014 à 2016)